# حديث معلول

## تعريفه
الحديث المعلول ويسمى الحديث المعلل هو حديث به سبب خفي قادح ظاهره السلامة منه.
ولا يعرف الحديث المعلول إلا كبار أهل العلم الذين قرأو أغلب الأحاديث والأسانيد فعرفوا الصحيح من المعلول

فإن كان الثبت أرسله مثلا والواهي وصله فلا عبرة بوصله لأمرين: لضعف راويه، ولأنه معلول بإرسال الثبت له.

## توضيح
مثلاً الحديث إذا رفعه راو ضعيف، ووصله راو ثقة، أو أرسله راو ضعيف، ووصله راو ثقة، أو العكس؛ فإن العبرة برواية الثقة؛ لأن الثقة إذا خالف من هو أوثق منه فهذا يعتبر شذوذا، يحكم على روايته بالخطأ.

فمن باب أولى أن يحكم بالضعف على رواية الواهي أو الضعيف إذا خالف الثقة؛ لأن الثقة إذا خالف من هو أوثق منه إنما جمع أو إنما يعني: صار في حاله أمر واحد، وهو المخالفة مع ثقته، وأما إذا كان ضعيفا وخالف فقد اجتمع له أمران: الضعف والمخالفة، وقد سبق أن الحديث كلما تعددت فيه العلل وأنواع الضعف فإنه يزداد ضعفا إلى ضعفه.

فرواية الضعيف المخالف للثقة هذه أشد من تفرد الضعيف، وتفرد الضعيف أشد من تفرد الضعيف جدا وهكذا.